# 877 до н. е.

## Події
Лі-ван (厲王), десятий цар китайської династії Чжоу.
Похід Ашурнасірапала ІІ, царя Ассирії, у Сирію і Фінікію. Захопив місто Кархемиш, наклав данину на фінікійські міста Сідон, Бібл і Тір.
Ела, цар Ізраїлю.